# Fachhochschule Potsdam

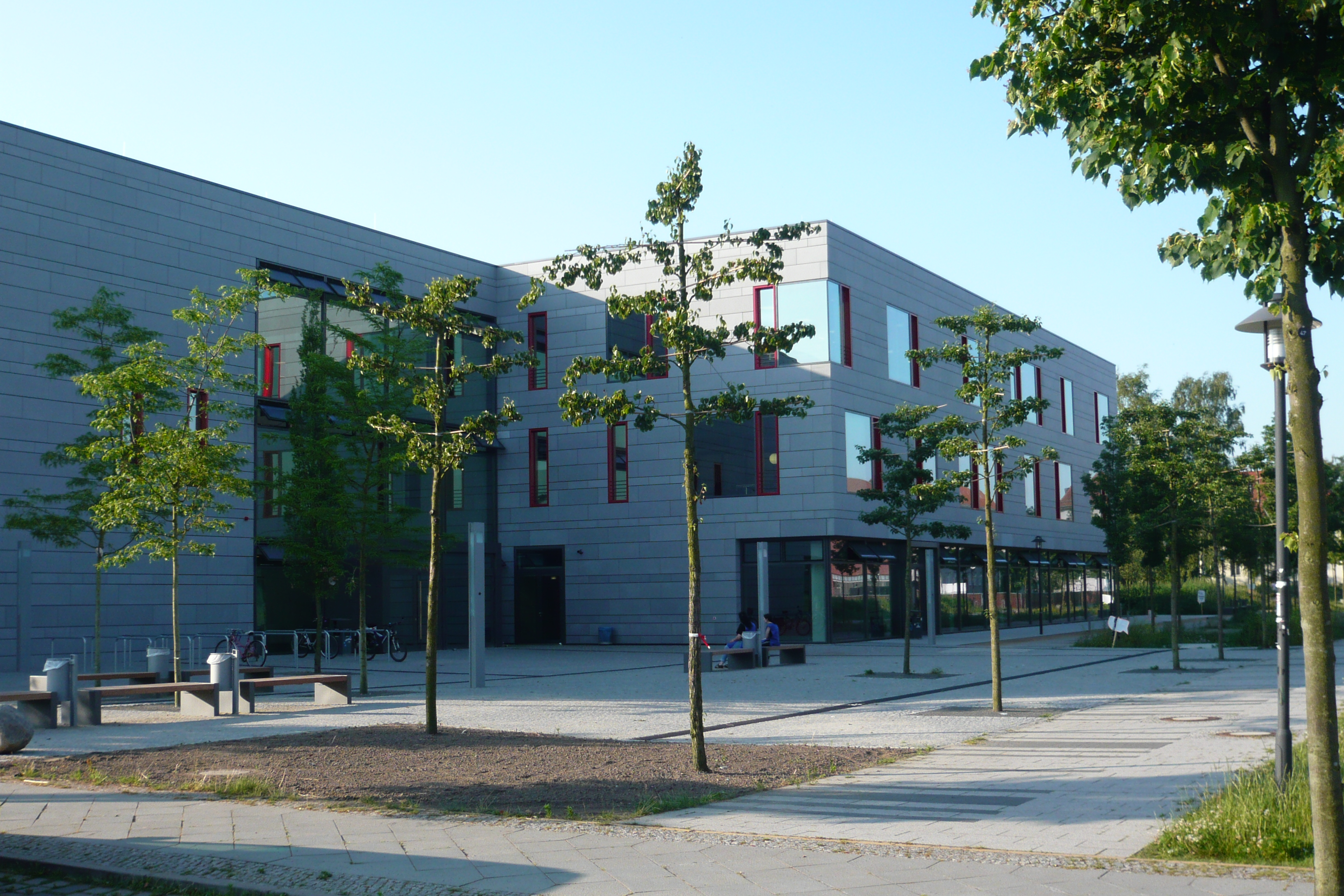
Hauptgebäude in der Kiepenheuerallee

Die Fachhochschule Potsdam ist eine Fachhochschule in Brandenburgs Landeshauptstadt Potsdam. Sie wurde 1991 gegründet und nahm zum Wintersemester 1991/92 den Lehrbetrieb auf.

## Geschichte
Nach der politischen Wende 1990 kam es auch zur Neugründung des Bundeslandes Brandenburg. Die bis dahin vorhandene Hochschullandschaft war auf Basis nun gültiger Gesetze neu zu strukturieren. In Potsdam wurde 1991 die Fachhochschule Potsdam gegründet auf dem Gelände und teilweise in den Gebäuden früherer Kasernenanlagen auf dem Bornstedter Feld und im Ortsteil Neu Fahrland. Zum Wintersemester 1991/92 begann der Studienbetrieb im Fachbereich Sozialwesen unter Nutzung von leer gezogenen Bauten in Neu Fahrland. Gründungsrektor der Hochschule war Helmut Knüppel. Noch im Gründungsjahr zog der Bereich Sozialwesen der Hochschule in das ehemalige Institut für Lehrerbildung in Potsdams Innenstadt an der Friedrich-Ebert-Straße.
Im Jahr 1992 war Studienbeginn in den Fachbereichen Architektur, Design, Bauingenieurwesen und Archiv-Bibliothek-Dokumentation, sodass die Hochschule fortan in fünf Fachbereichen an unterschiedlichen Standorten organisiert war. Im Jahr 1993 wurde Volker Bley zum Kanzler der Hochschule ernannt und die Gesellschaft der Freunde und Förderer der Fachhochschule Potsdam e. V., ein Förderverein gegründet. 1994 zogen die Fachbereiche Architektur, Bauingenieurwesen und Design auf den neu errichteten Campus Fachhochschule in Potsdams Norden. Das Institut für Fortbildung, Forschung und Entwicklung wurde als eingetragener Verein gegründet. Nachdem die Fachbereiche 1994 an die Kiepenheuerallee gezogen waren, folgte ein Jahr später die Hochschulleitung und -verwaltung nach. Die Studiengänge Kulturarbeit und Restaurierung wurden etabliert.
Auf dem Campus Kiepenheuerallee eröffnete 1999 das Internationale Begegnungszentrum der Wissenschaften Potsdam. Im darauf folgenden Jahr wurde der Studiengang Europäische Medienwissenschaft neu aufgesetzt. Helene Kleine wurde als erste Rektorin 2001 ins Amt eingeführt. Der Campus Kiepenheuerallee wurde stetig weiter ausgebaut: in dem 2003 fertig gestellten Labor- und Werkstattgebäude konnte erstmals der Studiengang Soziale Arbeit als Fernstudiengang beginnen. Im Rahmen der Bologna-Prozesses wurden alle Studienabschlüsse von Diplom (FH) auf Bachelor und Master umgestellt.
Zwischen 2006 und 2009 ließ die Hochschulleitung ein neues Hauptgebäude in der Kiepenheuerallee errichten. Johannes Vielhaber wurde 2007 zum Rektor der Fachhochschule ernannt. Ihm folgte Eckehard Binas 2013 als Präsident der Fachhochschule Potsdam. 2014 wurde ein neues Seminargebäude eröffnet.

## Studium
Alle Studiengänge sind modularisiert und werden mit international vergleichbaren Credits abgerechnet. Fast alle Fachbereiche bieten neben den Bachelor- auch Masterstudiengänge an. Studierende können zudem an Lehrveranstaltungen aller brandenburgischen Hochschulen teilnehmen. Der Bachelor- und Masterstudiengang Europäische Medienwissenschaft wird von zwei Potsdamer Hochschulen, neben der Fachhochschule ist es die Universität Potsdam, gemeinsam angeboten. Des Weiteren vertritt die Fachhochschule Potsdam am Campus Kiepenheuerallee den einzigen Designstandort Brandenburgs mit dem deutschlandweit nahezu einmaligen Studiengang Interfacedesign.
2014 waren im ältesten Fachbereich der Hochschule, Sozialwesen, angebotene Studiengänge Soziale Arbeit, Bildung und Erziehung in der Kindheit und Soziale Arbeit Schwerpunkt Familie. Im Fachbereich 2 STADT | BAU | KULTUR werden die Studiengänge Architektur und Städtebau, Konservierung und Restaurierung, Kulturarbeit und Urbane Zukunft angeboten. Weiterhin gibt es im Fachbereich 3 Bauingenieurwesen, Bauerhaltung und Bauen im Bestand, Infrastruktursysteme und Siedlungswasserwirtschaft als Studiengänge. Studiengänge im Fachbereich Design: Kommunikationsdesign, Produktdesign, Interfacedesign, Design und Europäische Medienwissenschaft (in Kooperation mit der Universität Potsdam). Der Fachbereich Archiv-Bibliothek-Dokumentation wurde zwischenzeitlich in Informationswissenschaften umbenannt. Studiengänge in diesem Fachbereich sind Archiv B.A., Archivwissenschaft M.A. (weiterbildend), Bibliothekswissenschaft B.A., Information und Datenmanagement B.A. (welcher aus dem Studiengang „Information und Dokumentation B.A.“ hervorgegangen ist). Außerdem wird im Fachbereich Informationswissenschaften, im Institut für Information und Dokumentation eine Weiterbildung zum wissenschaftlichen Dokumentar, zur wissenschaftlichen Dokumentarin angeboten.

## Hochschuleinrichtungen
Zentrale und dezentrale Studienberatungen, ein International Office, Career Service, Gründungsservices und weitere Initiativen unterstützen die Studierenden durch Beratung und Weiterbildungsangebote. Mit der Initiative Orte für Familien, die im Verbund mit sieben weiteren Hochschulen entstand, soll ein Umfeld für familienfreundliches Studieren entwickelt werden.
Das Institut für Information und Dokumentation ist seit 1992 an der Fachhochschule Potsdam angesiedelt und wurde am 6. Januar 2010 offiziell dem Fachbereich Informationswissenschaften angegliedert. Es ist der Nachfolger des Lehrinstituts für Dokumentation in Frankfurt am Main. Am Institut finden unter anderem Fortbildungen statt.
Das Informationszentrum für Informationswissenschaft und -praxis ist eine zentrale Informations- und Dokumentationsstelle für das Wissenschaftsgebiet Informationswissenschaft. Das Brandenburgische Institut für Existenzgründung und Mittelstandsförderung ist ein gemeinsames Institut der Fachhochschule Potsdam, der Universität Potsdam und der Technischen Hochschule Brandenburg. Es soll unternehmerisches Denken und Handeln in Lehre und Forschung fördern. Das seit 2004 etablierte Interaction Design Lab im Fachbereich Design soll Interaktionsforschung und Software-Evaluation unterstützen.

## Standorte
Die Fachhochschule war auf zwei Standorte aufgeteilt. Der Großteil der Lehrveranstaltungen fand auf dem Campus Fachhochschule (ehem. Campus Pappelallee bzw. Campus Kiepenheuerallee) im Norden Potsdams statt. Die ersten Gebäude entstanden hier bereits in den 1930er Jahren als Kaserne für das Infanterieregiment Nr. 9 der Wehrmacht, sie hießen Adolf-Hitler-Kaserne. Nach dem Ende des Zweiten Weltkriegs nutzte die Rote Armee die Einrichtungen; nach deren Abzug infolge der deutschen Wiedervereinigung standen alle Bauten leer. – Das 2003 eröffnete Labor- und Werkstattgebäude und das 2009 in Betrieb genommene Hauptgebäude mit Bibliothek der Fachhochschule Potsdam, Theaterwerkstatt und Hörsälen bieten seit den 2010er Jahren Arbeitsmöglichkeiten für alle Studienrichtungen.
Der zweite Standort war ab 1992 der Campus Alter Markt im ehemaligen Institut für Lehrerbildung Potsdam, in dem die Fachbereiche Sozialwesen und Informationswissenschaften ansässig waren. Dieser wurde im Rahmen der Umgestaltung des Stadtzentrums und vor allem als Folge des Wiederaufbaus des Potsdamer Stadtschlosses 2017–2018 abgerissen.
Die im Gründungsjahr der Fachhochschule genutzten Militärbauten in Neu Fahrland wurden noch vor der Jahrhundertwende aufgegeben.

## Persönlichkeiten

### Hochschullehrer
- Marion Godau (* 1962), Professorin für Design-, Kultur- und Kunstgeschichte
- Alexandra Martini (* 1972), Professorin für Gestaltungsgrundlagen
- Constanze Langer Professorin für Visual Interface Design
- Jan Distelmeyer (* 1969), Professor für Theorie und Geschichte der technischen Medien
- Ellen Euler (* 1977), Gründungsprofessorin für Open Access/Open Data
- Jan Kleihues (* 1962), Professor für Architektur und Städtebau
- Gudrun Perko (* 1962), Professorin für Sozialwissenschaften
- Eva Schmitt-Rodermund (* 1964), Präsidentin der Fachhochschule
- Peter Stephan (* 1963), Professor für Architekturtheorie
- Wolfgang Wippermann (1945–2021), Professor für Neuere Geschichte

### Alumni
- Jan Brademann (* 1977 in Wolfen), Historiker und Archivar
- Leah Carola Czollek (* 1954), deutsche Autorin, Mediatorin und Trainerin
- Christian Diener (* 1993), Schwimmer
- Florian Fischer (* 1981), Fotograf und Autorenfilmer
- Stephan Heinemann (* 1970), Archivar
- Franziska John (* 1989), Olympiasiegerin im Kanu
- Birgit Jooss (* 1965), Kunsthistorikerin und Archivarin
- Svenja Jung (* 1993), Schauspielerin
- Jörg Kirschstein (* 1969), Archivar und Sachbuchautor
- Silvia Amella Mai (* 1961), Kulturwissenschaftlerin und Autorin
- Ina Muhß (* 1957), Landtagsabgeordnete
- Kristin Pudenz (* 1993), Leichtathletin
- Daniel Ris (* 1965), Schauspieler und Theaterregisseur
- Judith Schalansky (* 1980), Schriftstellerin und Buchgestalterin
- Moritz Stefaner, Experte für Datenvisualisierung
- Gabriele Viertel (* 1951), Archivarin
- Florian Wiegand (* 1973), Kulturmanager und Konzertchef der Salzburger Festspiele